# La coda del diavolo (singolo)
La coda del diavolo è un singolo del rapper italiano Rkomi, pubblicato il 3 dicembre 2021 come primo estratto dalla riedizione del terzo album in studio Taxi Driver.

## Descrizione
Il brano, prodotto da Marz e Zef, ha visto la partecipazione vocale di Elodie al ritornello ed è stato scritto insieme a Tropico e Dardust.

## Successo commerciale
La coda del diavolo ha fatto il suo esordio nella top 20 della Top Singoli stilata da FIMI, raggiungendo successivamente la vetta della classifica nel corso della sua quinta settimana di permanenza. Tale risultato ha segnato la seconda numero uno per il rapper (dopo Nuovo Range con Sfera Ebbasta) e la prima in assoluto per Elodie.

## Classifiche

### Classifiche settimanali
| Classifica (2022) | Posizione massima |
| ----------------- | ----------------- |
| Italia            | 1                 |

### Classifiche di fine anno
| Classifica (2022) | Posizione |
| ----------------- | --------- |
| Italia            | 5         |
| Classifica (2023) | Posizione |
| Italia            | 99        |